# Hipertensión pulmonar
La  hipertensión pulmonar (HTP)  es el aumento de la presión en las arterias pulmonares (presión en arteria pulmonar > 20 mmHg en reposo y medido por cateterismo cardiaco, o > 35 mmHg medido por ecocardiografía de la presión sistólica pulmonar). Muchas veces puede estar asociado con enfermedades en las cavidades izquierdas del corazón, que en algunas ocasiones, y de no mediar tratamiento alguno, llevan a la aparición de insuficiencia cardíaca derecha. Puede clasificarse en primaria (actualmente conocida como hipertensión idiopática) cuando se desconoce el origen de la enfermedad o secundaria cuando hay enfermedad en otra parte del cuerpo y esta repercute en los fenómenos de vasoconstricción y vasodilatación arterial pulmonar. Inicialmente descrita por Dr. Ernst von Romberg en 1891.

## Clasificación actual
Basada en el 3º Simposium Mundial sobre Hipertensión Arterial Pulmonar realizado en el 2003 en Venecia. Se modificó la clasificación previa de 1998 (Evian Classication System). Los factores de riesgo fueron puestos al día, se revisó la clasificación de los cortocircuitos congénitos. Una nueva clasificación de los factores genéticos fue recomendada pero no implementada.
La Clasificación Venecia 2003 puede ser resumida de la siguiente forma:
- OMS Grupo I - Hipertensión arterial pulmonar (HAP).
- OMS Grupo II - Hipertensión pulmonar asociada a enfermedad de ventrículo izquierdo.
- OMS Grupo III - Hipertensión pulmonar asociada con enfermedad pulmonar y/o hipoxemia.
- OMS Grupo IV - Hipertensión pulmonar debida a enfermedad tromboembólica crónica.
- OMS Grupo V - Miscelánea.

El 4° Simposio Mundial celebrado en 2008 en Dana Point, California (EE. UU.), redefinió la HP, modificó parcialmente la clasificación de Venecia, actualizó algunos factores de riesgo y condiciones asociadas con la HAP, dándoles categoría de “fuerza de asociación” y dio grado de recomendación al tratamiento.
La reunión de Dana Point modificó ligeramente las anteriores clasificaciones clínicas, con cambios que competen principalmente al grupo 1, la hipertensión arterial pulmonar.
La mayoría de los expertos (63 %) consideró que la modificación de la clasificación de Venecia fue necesaria para actualizar la información publicada en los últimos 5 años, y aclarar algunas áreas en duda.
Las 5 categorías de HP correspondientes a la “clasificación clínica” comparten características patológicas y biopatogénicas, así como similares opciones terapéuticas.
| Clasificación clínica de la Hipertensión Pulmonar 3° Congreso Mundial HP - Venecia 2003 | Clasificación clínica de la Hipertensión Pulmonar 4° Congreso Mundial HP - Dana Point 2008 |
| --- | --- |
| Grupo 1. Hipertensión arterial pulmonar (HAP) 1.1. Idiopática (HAPI) 1.2. Familiar (HAPF) 1.3. Asociada a: (HAPA) 1.3.1. Enfermedades del tejido conectivo 1.3.2. Cardiopatías congénitas con cortocircuito izquierda-derecha 1.3.3. Hipertensión portal 1.3.4. Infección por el virus de la inmunodeficiencia humana (VIH) 1.3.5. Fármacos/toxinas 1.3.6. Otros: trastornos tiroideos, enfermedades por depósito de glucógeno, enfermedad de Gaucher, telangiectasia hemorrágica hereditaria, hemoglobinopatías, trastornos mieloproliferativos, esplenectomía 1.4. Asociada con alteración capilar o venosa significativa 1.4.1. Enfermedad venooclusiva pulmonar (EVOP) 1.4.2. Hemangiomatosis capilar pulmonar 1.5. Hipertensión pulmonar persistente del recién nacido Grupo 2. Hipertensión pulmonar con enfermedad cardíaca izquierda 2.1. Enfermedad auricular o ventricular del lado izquierdo del corazón 2.2. Enfermedad valvular del lado izquierdo del corazón Grupo 3. Hipertensión pulmonar asociada a enfermedades respiratorias y/o a hipoxemia 3.1. Enfermedad pulmonar obstructiva crónica (EPOC) 3.2. Enfermedad pulmonar intersticial 3.3. Síndrome de apneas durante el sueño 3.4. Hipoventilación alveolar 3.5. Exposición crónica a grandes alturas 3.6. Enfermedad pulmonar del neonato 3.7. Displasias pulmonares Grupo 4. Hipertensión pulmonar debida a enfermedad tromboembólica crónica 4.1. Obstrucción tromboembólica de las arterias pulmonares proximales 4.2. Obstrucción tromboembólica de las arterias pulmonares distales 4.3. Embolia pulmonar no trombótica: (tumor, huevos y/o parásitos, material extraño) Trombosis in situ Grupo 5. Hipertensión pulmonar debida a misceláneas 5.1. Sarcoidosis, histiocitosis X, linfangiomatosis, compresión de vasos pulmonares (adenopatías, tumor, mediastinitis fibrosante) | Grupo 1. Hipertensión arterial pulmonar (HAP) 1.1. Idiopática (HAPI) 1.2. Hereditaria 1.2.1. BMPR2 1.2.2. ALK1, endoglina (con o sin telangiectasia hemorrágica hereditaria) 1.2.3. Desconocida 1.3. Inducida por drogas y toxinas (metanfetaminas) 1.4. Asociada con (HAPA) 1.4.1. Enfermedades vasculares del colágeno 1.4.2. Enfermedades cardíacas congénitas 1.4.3. Hipertensión portal 1.4.4. Infección por VIH 1.4.5. Esquistosomiasis 1.4.6. Anemia hemolítica crónica 1.5. Hipertensión pulmonar persistente del recién nacido 1.6 Enfermedad venooclusiva pulmonar (EVOP) y/o hemangiomatosis capilar pulmonar (HCP) Grupo 2. Hipertensión pulmonar debida a enfermedad cardíaca izquierda 2.1. Disfunción sistólica 2.2. Disfunción diastólica 2.3. Enfermedad valvular Grupo 3. Hipertensión pulmonar asociada a enfermedades respiratorias y/o a hipoxemia 3.1. Enfermedad pulmonar obstructiva crónica (EPOC) 3.2. Enfermedad pulmonar intersticial 3.3. Otras enfermedades pulmonares con patrón mixto restrictivo y obstructivo 3.4. Síndrome de apneas durante el sueño 3.5. Hipoventilación alveolar 3.6. Exposición crónica a grandes alturas 3.7. Displasias pulmonares Grupo 4.Hipertensión pulmonar por enfermedad tromboembólica crónica (HPTEC) Grupo 5. Hipertensión pulmonar con mecanismos multifactoriales no claros 5.1. Desórdenes hematológicos: trastornos mieloproliferativos, esplenectomía 5.2. Trastornos sistémicos: sarcoidosis, histiocitosis de células de Langerhans: linfangioleiomiomatosis, vasculitis. 5.3. Trastornos metabólicos: enfermedades por depósito de glucógeno, enfermedad de Gaucher, desórdenes tiroideos. 5.4. Otros: obstrucción tumoral, mediastinitis fibrosante, insuficiencia |

## Signos
A la exploración física se encuentran los siguientes signos, que en conjunto conforman el complejo de la pulmonar de Chávez:
- Levantamiento sistólico del segundo espacio intercostal izquierdo.
- Choque de cierre pulmonar palpable.
- Matidez mayor a 2,5 cm por fuera del borde paraesternal izquierdo a nivel del segundo espacio intercostal a la percusión.
- A la auscultación, reforzamiento del componente pulmonar del segundo ruido; datos de insuficiencia tricuspídea, cuarto ruido o ritmo de galope.
- A la palpación levantamiento sistólico sostenido a nivel del borde paraesternal izquierdo bajo.

## Factores de riesgo y afecciones asociadas
Factores de riesgo y afecciones asociadas a hipertensión pulmonar (Dana Point 2008).

### Fármacos y toxinas

#### Establecidos
- Aminorex
- Fenfluramina
- Dexfenfluramina
- Aceite de colza tóxico

#### Muy probables
- Anfetaminas
- L-triptófano
- Metanfetaminas

#### Posibles
- Cocaína
- Fenilpropanolamina
- Agentes quimioterápicos
- Inhibidores de recaptación de serotonina

#### Improbables
- Antidepresivos
- Anticonceptivos orales
- Tratamiento estrogénico
- Tabaco

### Condiciones médicas y demográficas

#### Establecidos
- Sexo

#### Posibles
- Embarazo
- Hipertensión sistémica

#### Probables
- Obesidad

### Enfermedades

#### Establecidos
- Infección por VIH

#### Muy probables
- Hipertensión portal/enfermedad hepática
- Enfermedades del colágeno
- Cortocircuitos congénitos izquierda-derecha (PDA: Ductus arterioso persistente).

#### Probables
- Enfermedades de la tiroides